# Rhuma subaurata
Rhuma subaurata là một loài bướm đêm trong họ Geometridae.